# Athlétisme aux Jeux du Commonwealth de 1994
Pour un article plus général, voir Jeux du Commonwealth de 1994.
Navigation
Les épreuves d'athlétisme des Jeux du Commonwealth de 1994 se déroulent du 21 au 28 août 1994 au Centennial Stadium de Victoria, au Canada.

## Podiums

### Hommes
| Épreuve              | Or | Argent                                                                                        | Bronze                                                                                 |
| -------------------- | --- | --------------------------------------------------------------------------------------------- | -------------------------------------------------------------------------------------- |
| 100 mètres           | Linford Christie (ENG) 9 s 91                                                                                   | Michael Green (JAM) 10 s 05                                                                   | Frankie Fredericks (NAM) 10 s 06                                                       |
| 200 mètres           | Frankie Fredericks (NAM) 19 s 97 CR                                                                             | John Regis (ENG) 20 s 25                                                                      | Daniel Effiong (NGA) 20 s 40                                                           |
| 400 mètres           | Charles Gitonga (KEN) 45 s 00                                                                                   | Du'aine Ladejo (ENG) 45 s 11                                                                  | Sunday Bada (NGA) 45 s 45                                                              |
| 800 mètres           | Patrick Konchellah (KEN) 1 min 45 s 18                                                                          | Hezekiél Sepeng (RSA) 1 min 45 s 76                                                           | Savieri Ngidhi (ZIM) 1 min 46 s 06                                                     |
| 1 500 mètres         | Reuben Chesang (KEN) 3 min 36 s 70                                                                              | Kevin Sullivan (CAN) 3 min 36 s 78                                                            | John Mayock (ENG) 3 min 37 s 22                                                        |
| 5 000 mètres         | Rob Denmark (ENG) 13 min 23 s 00                                                                                | Philemon Hanneck (ZIM) 13 min 23 s 20                                                         | John Nuttall (ENG) 13 min 23 s 54                                                      |
| 10 000 mètres        | Lameck Aguta (KEN) 28 min 38 s 22                                                                               | Tendai Chimusasa (ZIM) 28 min 47 s 72                                                         | Fackson Nkandu (ZAM) 28 min 51 s 72                                                    |
| Marathon             | Steve Moneghetti (AUS) 2 h 11 min 49 s                                                                          | Sean Quilty (AUS) 2 h 14 min 57 s                                                             | Mark Hudspith (ENG) 2 h 15 min 11 s                                                    |
| 110 mètres haies     | Colin Jackson (WAL) 13 s 08 CR                                                                                  | Tony Jarrett (ENG) 13 s 22                                                                    | Paul Gray (WAL) 13 s 54                                                                |
| 400 mètres haies     | Samuel Matete (ZAM) 48 s 67                                                                                     | Gideon Biwott (KEN) 49 s 43                                                                   | Barnabas Kinyor (KEN) 49 s 50                                                          |
| 3 000 m steeple      | Johnstone Kipkoech (KEN) 8 min 14 s 72 CR                                                                       | Gideon Chirchir (KEN) 8 min 15 s 25                                                           | Graeme Fell (CAN) 8 min 23 s 28                                                        |
| 4 × 100 mètres       | Canada Donovan Bailey Glenroy Gilbert Carlton Chambers Bruny Surin 38 s 39 CR                                   | Australie Shane Naylor Paul Henderson Tim Jackson Damien Marsh Kyle Vander-Kuyp 38 s 88       | Angleterre Jason John Philip Goedluck Toby Box Terry Williams Mark Smith 39 s 39       |
| 4 × 400 mètres       | Angleterre David McKenzie Peter Crampton Adrian Patrick Du'aine Ladejo Alex Fugallo Mark Smith 3 min 02 s 14 CR | Jamaïque Orville Taylor Dennis Blake Linval Laird Garth Robinson Roxbert Martin 3 min 02 s 32 | Trinité-et-Tobago Patrick Delice Neil de Silva Hayden Stephen Ian Morris 3 min 02 s 78 |
| 30 kilomètres marche | Nick A'Hern (AUS) 2 h 07 min 53 s                                                                               | Tim Berrett (CAN) 2 h 08 min 22 s                                                             | Scott Nelson (NZL) 2 h 09 min 10 s                                                     |
| Saut en hauteur      | Tim Forsyth (AUS) 2,32 m                                                                                        | Steve Smith (ENG) 2,32 m                                                                      | Geoff Parsons (SCO) 2,31 m                                                             |
| Saut à la perche     | Neil Winter (WAL) 5,40 m CR                                                                                     | Curtis Heywood (CAN) 5,30 m                                                                   | James Miller (AUS) 5,30 m                                                              |
| Saut en longueur     | Obinna Eregbu (NGA) 8,05 m                                                                                      | David Culbert (AUS) 8,00 m                                                                    | Ian James (CAN) 7,93 m                                                                 |
| Triple saut          | Julian Golley (ENG) 17,03 m                                                                                     | Jonathan Edwards (ENG) 17,00 m                                                                | Brian Wellman (BER) 17,00 m                                                            |
| Lancer du poids      | Matt Simson (ENG) 19,49 m                                                                                       | Courtney Ireland (NZL) 19,38 m                                                                | Chima Ugwu (NGA) 19,26 m                                                               |
| Lancer du disque     | Werner Reiterer (AUS) 62,76 m                                                                                   | Adewale Olukoju (NGA) 62,46 m                                                                 | Robert Weir (ENG) 60,86 m                                                              |
| Lancer du marteau    | Sean Carlin (AUS) 73,48 m                                                                                       | Paul Head (ENG) 70,18 m                                                                       | Peter Vivian (ENG) 69,80 m                                                             |
| Lancer du javelot    | Steve Backley (ENG) 82,74 m                                                                                     | Mick Hill (ENG) 81,84 m                                                                       | Gavin Lovegrove (NZL) 80,42 m                                                          |
| Décathlon            | Mike Smith (CAN) 8 326 pts                                                                                      | Peter Winter (AUS) 8 074 pts                                                                  | Simon Shirley (AUS) 7 980 pts                                                          |

### Femmes
| Épreuve              | Or                                                                                | Argent                                                                           | Bronze                                                                              |
| -------------------- | --------------------------------------------------------------------------------- | -------------------------------------------------------------------------------- | ----------------------------------------------------------------------------------- |
| 100 mètres           | Mary Onyali (NGA) 11 s 06                                                         | Christy Opara-Thompson (NGA) 11 s 22                                             | Paula Thomas (ENG) 11 s 23                                                          |
| 200 mètres           | Cathy Freeman (AUS) 22 s 25 CR                                                    | Mary Onyali (NGA) 22 s 35                                                        | Melinda Gainsford (AUS) 22 s 68                                                     |
| 400 mètres           | Cathy Freeman (AUS) 50 s 38 CR                                                    | Fatima Yusuf (NGA) 50 s 53                                                       | Sandie Richards (JAM) 50 s 69                                                       |
| 800 mètres           | Inez Turner (JAM) 2 min 01 s 74                                                   | Charmaine Crooks (CAN) 2 min 02 s 35                                             | Gladys Wamuyu (KEN) 2 min 03 s 12                                                   |
| 1 500 mètres         | Kelly Holmes (ENG) 4 min 08 s 86                                                  | Paula Schnurr (CAN) 4 min 09 s 65                                                | Gwen Griffiths (RSA) 4 min 10 s 16                                                  |
| 3 000 mètres         | Angela Chalmers (CAN) 8 min 32 s 17 CR                                            | Robyn Meagher (CAN) 8 min 45 s 59                                                | Alison Wyeth (ENG) 8 min 47 s 98                                                    |
| 10 000 mètres        | Yvonne Murray (SCO) 31 min 56 s 97                                                | Elana Meyer (RSA) 32 min 06 s 02                                                 | Jane Omoro (KEN) 32 min 13 s 01                                                     |
| Marathon             | Carole Rouillard (CAN) 2 h 30 min 41 s                                            | Lizanne Bussières (CAN) 2 h 31 min 07 s                                          | Yvonne Danson (ENG) 2 h 32 min 24 s                                                 |
| 100 mètres haies     | Michelle Freeman (JAM) 13 s 12                                                    | Jacqui Agyepong (ENG) 13 s 14                                                    | Sam Farquharson (ENG) 13 s 38                                                       |
| 400 mètres haies     | Sally Gunnell (ENG) 54 s 51                                                       | Deon Hemmings (JAM) 55 s 11                                                      | Debbie-Ann Parris (JAM) 55 s 25                                                     |
| 4 × 100 mètres       | Nigeria Faith Idehen Mary Tombiri Christy Opara-Thompson Mary Onyali 42 s 99      | Australie Monique Miers Cathy Freeman Melinda Gainsford Kathy Sambell 43 s 43    | Angleterre Stephi Douglas Geraldine McLeod Simmone Jacobs Paula Thomas 43 s 46      |
| 4 × 400 mètres       | Angleterre Phylis Smith Tracy Goddard Linda Keough Sally Gunnell 3 min 27 s 06 CR | Jamaïque Revoli Campbell Deon Hemmings Inez Turner Sandie Richards 3 min 28 s 63 | Canada Alanna Yakiwchuck Stacey Bowen Donalda Duprey Charmaine Crooks 3 min 33 s 52 |
| 10 kilomètres marche | Kerry Saxby-Junna (AUS) 44 min 25 s                                               | Anne Manning (AUS) 44 min 37 s                                                   | Janice McCaffrey (CAN) 44 min 54 s                                                  |
| Saut en hauteur      | Alison Inverarity (AUS) 1,94 m                                                    | Charmaine Weavers (RSA) 1,94 m                                                   | Debbie Marti (ENG) 1,91 m                                                           |
| Saut en longueur     | Nicole Boegman (AUS) 6,82 m                                                       | Yinka Idowu (ENG) 6,73 m                                                         | Christy Opara-Thompson (NGA) 6,72 m                                                 |
| Lancer du poids      | Judy Oakes (ENG) 18,16 m                                                          | Myrtle Augee (ENG) 17,64 m                                                       | Lisa-Marie Vizaniari (AUS) 16,61 m                                                  |
| Lancer du disque     | Daniela Costian (AUS) 63,72 m CR                                                  | Beatrice Faumuina (NZL) 57,12 m                                                  | Lizette Etsebeth (RSA) 55,74 m                                                      |
| Lancer du javelot    | Louise McPaul (AUS) 63,76 m                                                       | Kirsten Hellier (NZL) 60,40 m                                                    | Sharon Gibson (ENG) 58,20 m                                                         |
| Heptathlon           | Denise Lewis (ENG) 6 325 pts                                                      | Jane Flemming (AUS) 6 317 pts                                                    | Catherine Bond-Mills (CAN) 6 193 pts                                                |

## Résultats détaillés

### 100 m
| Rang | Pays              | Athlète           | Temps   |
| ---- | ----------------- | ----------------- | ------- |
| 1    | Angleterre        | Linford Christie  | 9 s 91  |
| 2    | Jamaïque          | Michael Green     | 10 s 05 |
| 3    | Namibie           | Frank Fredericks  | 10 s 06 |
| 4    | Trinité-et-Tobago | Ato Boldon        | 10 s 07 |
| 5    | Canada            | Glenroy Gilbert   | 10 s 11 |
| 6    | Nigeria           | Olapade Adeniken  | 10 s 11 |
| 7    | Nouvelle-Zélande  | Gus Nketia        | 10 s 42 |
| 8    | Sierra Leone      | Horace Dove-Edwin | DSQ     |

| Rang | Pays       | Athlète                  | Temps   |
| ---- | ---------- | ------------------------ | ------- |
| 1    | Nigeria    | Mary Onyali              | 11 s 06 |
| 2    | Nigeria    | Christy Opara-Thompson   | 11 s 22 |
| 3    | Angleterre | Paula Dunn               | 11 s 23 |
| 4    | Australie  | Melinda Gainsford-Taylor | 11 s 31 |
| 5    | Jamaïque   | Dahlia Duhaney           | 11 s 34 |
| 6    | Dominique  | Hermin Joseph            | 11 s 36 |
| 7    | Nigeria    | Mary Tombiri             | 11 s 38 |
| 8    | Angleterre | Stephanie Douglas        | 11 s 48 |

### 200 m
| Rang | Pays       | Athlète          | Temps   |
| ---- | ---------- | ---------------- | ------- |
| 1    | Namibie    | Frank Fredericks | 19 s 97 |
| 2    | Angleterre | John Regis       | 20 s 25 |
| 3    | Nigeria    | Daniel Effiong   | 20 s 40 |
| 4    | Australie  | Damien Marsh     | 20 s 54 |
| 5    | Angleterre | Terry Williams   | 20 s 62 |
| 6    | Nigeria    | Oluyemi Kayode   | 20 s 64 |
| 7    | Australie  | Steve Brimacombe | 20 s 67 |
| 8    | Bermudes   | Troy Douglas     | 20 s 71 |

| Rang | Pays       | Athlète                  | Temps   |
| ---- | ---------- | ------------------------ | ------- |
| 1    | Australie  | Cathy Freeman            | 22 s 25 |
| 2    | Nigeria    | Mary Onyali              | 22 s 35 |
| 3    | Australie  | Melinda Gainsford-Taylor | 22 s 68 |
| 4    | Angleterre | Paula Dunn               | 22 s 69 |
| 5    | Bahamas    | Pauline Davis            | 22 s 77 |
| 6    | Jamaïque   | Dahlia Duhaney           | 22 s 85 |
| 7    | Jamaïque   | Merlene Frazer           | 23 s 18 |
| 8    | Angleterre | Geraldine McLeod         | 23 s 52 |

### 400 m
| Rang | Pays                            | Athlète         | Perf'   |
| ---- | ------------------------------- | --------------- | ------- |
| 1    | Kenya                           | Charles Gitonga | 45 s 00 |
| 2    | Angleterre                      | Duaine Ladejo   | 45 s 11 |
| 3    | Nigeria                         | Sunday Bada     | 45 s 45 |
| 4    | Australie                       | Paul Greene     | 45 s 50 |
| 5    | Trinité-et-Tobago               | Patrick Delice  | 45 s 89 |
| 6    | Saint-Vincent-et-les-Grenadines | Eswort Coombs   | 45 s 96 |
| 7    | Trinité-et-Tobago               | Neil de Silva   | 46 s 27 |
| 8    | Afrique du Sud                  | Bobang Phiri    | 46 s 35 |

| Rang | Pays       | Athlète         | Temps   |
| ---- | ---------- | --------------- | ------- |
| 1    | Australie  | Cathy Freeman   | 50 s 38 |
| 2    | Nigeria    | Fatima Yusuf    | 50 s 53 |
| 3    | Jamaïque   | Sandie Richards | 50 s 69 |
| 4    | Angleterre | Phylis Smith    | 51 s 46 |
| 5    | Australie  | Renée Poetschka | 51 s 51 |
| 6    | Écosse     | Melanie Neef    | 52 s 09 |
| 7    | Nigeria    | Olabisi Afolabi | 52 s 21 |
| 8    | Australie  | Kylie Hanigan   | 52 s 55 |

### 800 m
| Rang | Pays           | Athlète            | Temps         |
| ---- | -------------- | ------------------ | ------------- |
| 1    | Kenya          | Patrick Konchellah | 1 min 45 s 18 |
| 2    | Afrique du Sud | Hezekiel Sepeng    | 1 min 45 s 76 |
| 3    | Zimbabwe       | Savieri Ngidhi     | 1 min 46 s 06 |
| 4    | Angleterre     | Craig Winrow       | 1 min 46 s 91 |
| 5    | Australie      | Brendan Hanigan    | 1 min 47 s 24 |
| 6    | Kenya          | William Serem      | 1 min 47 s 30 |
| 7    | Angleterre     | Martin Steele      | 1 min 48 s 04 |
| 8    | Écosse         | Tom McKean         | 1 min 50 s 81 |

| Rang | Pays           | Athlète          | Temps         |
| ---- | -------------- | ---------------- | ------------- |
| 1    | Jamaïque       | Inez Turner      | 2 min 01 s 74 |
| 2    | Canada         | Charmaine Crooks | 2 min 02 s 35 |
| 3    | Kenya          | Gladys Wamuyu    | 2 min 03 s 12 |
| 4    | Pays de Galles | Cathy Dawson     | 2 min 03 s 17 |
| 5    | Kenya          | Salina Kosgei    | 2 min 03 s 78 |
| 6    | Australie      | Lisa Lightfoot   | 2 min 03 s 82 |
| 7    | Australie      | Melanie Collins  | 2 min 04 s 09 |
| 8    | Australie      | Sandra Dawson    | 2 min 04 s 41 |

### 1 500 m
| Rang | Pays            | Athlète          | Temps         |
| ---- | --------------- | ---------------- | ------------- |
| 1    | Kenya           | Reuben Chesang   | 3 min 36 s 70 |
| 2    | Canada          | Kevin Sullivan   | 3 min 36 s 78 |
| 3    | Angleterre      | John Mayock      | 3 min 37 s 22 |
| 4    | Afrique du Sud  | Whaddon Niewoudt | 3 min 37 s 96 |
| 5    | Kenya           | Julius Kipkoech  | 3 min 38 s 10 |
| 6    | Irlande du Nord | Brian Treacy     | 3 min 38 s 93 |
| 7    | Jamaïque        | Steve Green      | 3 min 39 s 19 |
| 8    | Angleterre      | Kevin McKay      | 3 min 39 s 72 |

| Rang | Pays           | Athlète          | Temps         |
| ---- | -------------- | ---------------- | ------------- |
| 1    | Angleterre     | Kelly Holmes     | 4 min 08 s 86 |
| 2    | Canada         | Paula Schnurr    | 4 min 09 s 65 |
| 3    | Afrique du Sud | Gwen Griffiths   | 4 min 10 s 16 |
| 4    | Canada         | Leah Pells       | 4 min 10 s 82 |
| 5    | Australie      | Margaret Leaney  | 4 min 11 s 48 |
| 6    | Kenya          | Jackline Maranga | 4 min 12 s 84 |
| 7    | Canada         | Robyn Meager     | 4 min 13 s 91 |
| 8    | Zimbabwe       | Julia Sakara     | 4 min 18 s 11 |

### 3 000 m
| Rang | Pays       | Athlète         | Temps         |
| ---- | ---------- | --------------- | ------------- |
| 1    | Canada     | Angela Chalmers | 8 min 32 s 17 |
| 2    | Canada     | Robyn Meager    | 8 min 45 s 59 |
| 3    | Angleterre | Alison Wyeth    | 8 min 47 s 98 |
| 4    | Angleterre | Sonia McGeorge  | 8 min 54 s 91 |
| 5    | Australie  | Susie Power     | 8 min 59 s 23 |
| 6    | Kenya      | Rose Cheruiyot  | 9 min 00 s 89 |
| 7    | Canada     | Leah Pells      | 9 min 03 s 66 |
| 8    | Écosse     | Laura Adam      | 9 min 06 s 63 |

### 5 000 m
| Rang | Pays             | Athlète           | Performance    |
| ---- | ---------------- | ----------------- | -------------- |
| 1    | Angleterre       | Robert Denmark    | 13 min 23 s 00 |
| 2    | Zimbabwe         | Phillimon Hanneck | 13 min 23 s 20 |
| 3    | Angleterre       | John Nuttall      | 13 min 23 s 54 |
| 4    | Angleterre       | Jon Brown         | 13 min 23 s 96 |
| 5    | Kenya            | Philip Mosima     | 13 min 24 s 07 |
| 6    | Nouvelle-Zélande | Jonathan Wyatt    | 13 min 35 s 46 |
| 7    | Kenya            | Paul Kipsambu     | 13 min 39 s 53 |
| 8    | Pays de Galles   | Justin Hobbs      | 13 min 45 s 53 |

### 10 000 m
| Rang | Pays       | Athlète               | Performance    |
| ---- | ---------- | --------------------- | -------------- |
| 1    | Kenya      | Lameck Aguta          | 28 min 38 s 22 |
| 2    | Zimbabwe   | Tendai Chimusasa      | 28 min 47 s 72 |
| 3    | Zambie     | Fackson Nkandu        | 28 min 51 s 72 |
| 4    | Angleterre | Martin Jones          | 29 min 08 s 53 |
| 5    | Canada     | Peter Fonseca         | 29 min 14 s 85 |
| 6    | Angleterre | Eamonn Martin         | 29 min 15 s 81 |
| 7    | Malaisie   | Munusamy Ramachandran | 29 min 30 s 19 |
| 8    | Australie  | Paul Patrick          | 29 min 35 s 95 |

| Rang | Pays             | Athlète         | Temps          |
| ---- | ---------------- | --------------- | -------------- |
| 1    | Écosse           | Yvonne Murray   | 31 min 56 s 97 |
| 2    | Afrique du Sud   | Elana Meyer     | 32 min 06 s 02 |
| 3    | Kenya            | Jane Omoro      | 32 min 13 s 01 |
| 4    | Angleterre       | Suzanne Rigg    | 33 min 01 s 40 |
| 5    | Écosse           | Vikki McPherson | 33 min 02 s 74 |
| 6    | Canada           | Ulla Marquette  | 33 min 16 s 29 |
| 7    | Australie        | Michelle Dillon | 33 min 19 s 01 |
| 8    | Nouvelle-Zélande | Anne Hare       | 33 min 19 s 66 |

### Marathon
| Rang | Pays           | Athlète          | Temps         |
| ---- | -------------- | ---------------- | ------------- |
| 1    | Australie      | Steve Moneghetti | 2 h 11 min 49 |
| 2    | Australie      | Sean Quilty      | 2 h 14 min 57 |
| 3    | Angleterre     | Mark Hudspith    | 2 h 15 min 11 |
| 4    | Pays de Galles | Dale Rixon       | 2 h 16 min 15 |
| 5    | Australie      | Pat Carroll      | 2 h 16 min 27 |
| 6    | Kenya          | Nicolas Kioko    | 2 h 16 min 37 |
| 7    | Canada         | Carey Nelson     | 2 h 16 min 52 |
| 8    | Angleterre     | Colin Moore      | 2 h 18 min 07 |

| Rang | Pays             | Athlète           | Performance   |
| ---- | ---------------- | ----------------- | ------------- |
| 1    | Canada           | Carole Rouillard  | 2 h 30 min 41 |
| 2    | Canada           | Lizanne Bussieres | 2 h 31 min 07 |
| 3    | Angleterre       | Yvonne Danson     | 2 h 32 min 24 |
| 4    | Écosse           | Karen Macleod     | 2 h 33 min 16 |
| 5    | Nouvelle-Zélande | Nyla Carroll      | 2 h 34 min 03 |
| 6    | Kenya            | Angelina Kanana   | 2 h 35 min 02 |
| 7    | Pays de Galles   | Hayley Nash       | 2 h 35 min 39 |
| 8    | Angleterre       | Sally Ellis       | 2 h 37 min 14 |

### 110 m haies/100 m haies
| Rang | Pays           | Athlète          | Temps   |
| ---- | -------------- | ---------------- | ------- |
| 1    | Pays de Galles | Colin Jackson    | 13 s 08 |
| 2    | Angleterre     | Tony Jarrett     | 13 s 22 |
| 3    | Pays de Galles | Paul Gray        | 13 s 54 |
| 4    | Angleterre     | Andy Tulloch     | 13 s 69 |
| 5    | Australie      | Kyle Vander-Kuyp | 13 s 75 |
| 6    | Écosse         | Ken Campbell     | 13 s 86 |
| 7    | Canada         | Tim Kroeker      | 13 s 93 |

| Rang | Pays       | Athlète            | Temps   |
| ---- | ---------- | ------------------ | ------- |
| 1    | Jamaïque   | Michelle Freeman   | 13 s 12 |
| 2    | Angleterre | Jacqui Agyepong    | 13 s 14 |
| 3    | Angleterre | Sam Farquharson    | 13 s 38 |
| 4    | Jamaïque   | Dionne Rose-Henley | 13 s 42 |
| 5    | Canada     | Donalda Duprey     | 13 s 75 |
| 6    | Canada     | Lesley Tashlin     | 13 s 85 |
| 7    | Australie  | Jane Flemming      | 13 s 98 |
| 8    | Angleterre | Clova Court        | DNF     |

### 400 m haies
| Rang | Pays       | Athlète         | Temps   |
| ---- | ---------- | --------------- | ------- |
| 1    | Zambie     | Samuel Matete   | 48 s 67 |
| 2    | Kenya      | Gideon Biwott   | 49 s 43 |
| 3    | Kenya      | Barnabas Kinyor | 49 s 50 |
| 4    | Angleterre | Gary Cadogan    | 49 s 71 |
| 5    | Australie  | Rohan Robinson  | 49 s 76 |
| 6    | Zimbabwe   | Ken Harnden     | 50 s 02 |
| 7    | Angleterre | Peter Crampton  | 50 s 37 |
| 8    | Jamaïque   | Ian Weakley     | 51 s 25 |

| Rang | Pays       | Athlète           | Temps   |
| ---- | ---------- | ----------------- | ------- |
| 1    | Angleterre | Sally Gunnell     | 54 s 51 |
| 2    | Jamaïque   | Deon Hemmings     | 55 s 11 |
| 3    | Jamaïque   | Debbie-Ann Parris | 55 s 25 |
| 4    | Canada     | Donalda Duprey    | 55 s 39 |
| 5    | Angleterre | Gowry Retchakan   | 56 s 69 |
| 6    | Angleterre | Jacqui Parker     | 56 s 72 |
| 7    | Jamaïque   | Karlene Haughton  | 57 s 00 |
| 8    | Nigeria    | Maria Usifo       | 59 s 20 |

### 3 000 m steeple
| Rang | Pays           | Athlète            | Temps         |
| ---- | -------------- | ------------------ | ------------- |
| 1    | Kenya          | Johnstone Kipkoech | 8 min 14 s 72 |
| 2    | Kenya          | Gideon Chirchir    | 8 min 15 s 25 |
| 3    | Canada         | Graeme Fell        | 8 min 23 s 28 |
| 4    | Angleterre     | Colin Walker       | 8 min 27 s 78 |
| 5    | Angleterre     | Tom Buckner        | 8 min 29 s 84 |
| 6    | Canada         | Joël Bourgeois     | 8 min 31 s 19 |
| 7    | Pays de Galles | Justin Chaston     | 8 min 32 s 20 |
| 8    | Kenya          | Paul Chemase       | 8 min 35 s 31 |

### Marche (30 km pour les hommes et 10 km pour les femmes)
| Rang | Pays             | Athlète          | Temps         |
| ---- | ---------------- | ---------------- | ------------- |
| 1    | Australie        | Nick A'Hern      | 2 h 07 min 53 |
| 2    | Canada           | Tim Berrett      | 2 h 08 min 22 |
| 3    | Nouvelle-Zélande | Scott Nelson     | 2 h 09 min 10 |
| 4    | Angleterre       | Darrell Stone    | 2 h 11 min 30 |
| 5    | Canada           | Martin St"Pierre | 2 h 11 min 51 |
| 6    | Australie        | Simon Baker      | 2 h 14 min 02 |
| 7    | Île de Man       | Steve Partington | 2 h 14 min 15 |
| 8    | Nouvelle-Zélande | Craig Barrett    | 2 h 14 min 19 |

| Rang | Pays       | Athlète            | Temps     |
| ---- | ---------- | ------------------ | --------- |
| 1    | Australie  | Kerry Saxby-Junna  | 44 min 25 |
| 2    | Australie  | Anne Manning       | 44 min 37 |
| 3    | Canada     | Janice McCaffrey   | 44 min 54 |
| 4    | Canada     | Holly Gerke        | 45 min 43 |
| 5    | Angleterre | Vicky Lupton       | 45 min 48 |
| 6    | Angleterre | Lisa Langford      | 46 min 01 |
| 7    | Écosse     | Verity Larby-Snook | 46 min 06 |
| 8    | Australie  | Jane Saville       | 47 min 14 |

### Saut en hauteur
| Rang | Pays       | Athlète           | Hauteur |
| ---- | ---------- | ----------------- | ------- |
| 1    | Australie  | Tim Forsyth       | 2,32 m  |
| 2    | Angleterre | Steve Smith       | 2,32 m  |
| 3    | Écosse     | Geoff Parsons     | 2,31 m  |
| 4    | Canada     | Cory Siermachesky | 2,28 m  |
| 5    | Angleterre | Dalton Grant      | 2,28 m  |
| 6    | Australie  | Lochsley Thomson  | 2,28 m  |
| 7    | Angleterre | Brendan Reilly    | 2,25 m  |
| 7    | Canada     | Richard Duncan    | 2,25 m  |

| Rang | Pays             | Athlète           | Hauteur |
| ---- | ---------------- | ----------------- | ------- |
| 1    | Australie        | Alison Inverarity | 1,94 m  |
| 2    | Afrique du Sud   | Charmaine Weavers | 1,94 m  |
| 3    | Angleterre       | Debbie Marti      | 1,91 m  |
| 4    | Nouvelle-Zélande | Tania Murray      | 1,91 m  |
| 5    | Australie        | Andrea Hughes     | 1,88 m  |
| 5    | Angleterre       | Lea Haggett       | 1,88 m  |
| 7    | Angleterre       | Julia Bennett     | 1,85 m  |
| 8    | Canada           | Sara McGladdery   | 1,85 m  |

### Saut en longueur
| Rang | Pays       | Athlète       | Distance |
| ---- | ---------- | ------------- | -------- |
| 1    | Nigeria    | Obinna Eregbu | 8,05 m   |
| 2    | Australie  | David Culbert | 8,00 m   |
| 3    | Canada     | Ian James     | 7,93 m   |
| 4    | Nigeria    | Ayo Aladefa   | 7,93 m   |
| 5    | Angleterre | Fred Salle    | 7,88 m   |
| 6    | Australie  | Jai Taurima   | 7,87 m   |
| 7    | Dominique  | Jerome Romain | 7,69 m   |
| 8    | Bahamas    | Craig Hepburn | 7,65 m   |

| Rang | Pays             | Athlète                | Distance |
| ---- | ---------------- | ---------------------- | -------- |
| 1    | Australie        | Nicole Boegman         | 6,82 m   |
| 2    | Angleterre       | Olyinka Idowu          | 6,73 m   |
| 3    | Nigeria          | Christy Opara-Thompson | 6.72 m   |
| 4    | Bahamas          | Jackie Edwards         | 6,68 m   |
| 5    | Nouvelle-Zélande | Joanne Henry           | 6,65 m   |
| 6    | Nouvelle-Zélande | Chantal Brunner        | 6,63 m   |
| 7    | Jamaïque         | Dionne Rose-Henley     | 6,47 m   |
| 8    | Angleterre       | Denise Lewis           | 6,32 m   |

### Triple saut
| Rang | Pays       | Athlète               | Distance |
| ---- | ---------- | --------------------- | -------- |
| 1    | Angleterre | Julian Golley         | 17,03 m  |
| 2    | Angleterre | Jonathan Edwards      | 17,00 m  |
| 3    | Bermudes   | Brian Wellman         | 17,00 m  |
| 4    | Dominique  | Jerome Romain         | 16,61 m  |
| 5    | Canada     | Edrick Floreal        | 16.61 m  |
| 6    | Angleterre | Francis Agyepong      | 16,33 m  |
| 7    | Zimbabwe   | Ndabazinhle Mdhlongwa | 16,02 m  |
| 8    | Kenya      | James Sabulei         | 15,99 m  |

### Saut à la perche
| Rang | Pays           | Athlète          | Hauteur |
| ---- | -------------- | ---------------- | ------- |
| 1    | Pays de Galles | Neil Winter      | 5,40 m  |
| 2    | Canada         | Curt Heywood     | 5,30 m  |
| 3    | Australie      | James Miller     | 5,30 m  |
| 4    | Chypre         | Photis Stephani  | 5,30 m  |
| 5    | Angleterre     | Mike Edwards     | 5,20 m  |
| 6    | Angleterre     | Andy Ashurst     | 5,20 m  |
| 7    | Australie      | Gregory Halliday | 5,20 m  |
| 8    | Angleterre     | Nick Buckfield   | 5,20 m  |

### Lancer du javelot
| Rang | Pays             | Athlète         | Distance |
| ---- | ---------------- | --------------- | -------- |
| 1    | Angleterre       | Steve Backley   | 82,74 m  |
| 2    | Angleterre       | Mike Hill       | 81,84 m  |
| 3    | Nouvelle-Zélande | Gavin Lovegrove | 80,42 m  |
| 4    | Pays de Galles   | Nigel Bevan     | 80,38 m  |
| 5    | Afrique du Sud   | Louis Fouche    | 77,00 m  |
| 6    | Australie        | Andrew Currey   | 74,88 m  |
| 7    | Angleterre       | Mark Roberson   | 73,78 m  |
| 8    | Afrique du Sud   | Phillip Spies   | 72,70 m  |

| Rang | Pays             | Athlète         | Distance |
| ---- | ---------------- | --------------- | -------- |
| 1    | Australie        | Louise McPaul   | 63,76 m  |
| 2    | Nouvelle-Zélande | Kirsten Smith   | 60,40 m  |
| 3    | Angleterre       | Sharon Gibson   | 58.20 m  |
| 4    | Australie        | Joanna Stone    | 57,60 m  |
| 5    | Canada           | Valerie Tulloch | 57,26 m  |
| 6    | Australie        | Kate Farrow     | 56,98 m  |
| 7    | Bahamas          | Laverne Eve     | 55,54 m  |
| 8    | Nouvelle-Zélande | Kaye Nordstrom  | 54,90 m  |

### Lancer du disque
| Rang | Pays           | Athlète         | Distance |
| ---- | -------------- | --------------- | -------- |
| 1    | Australie      | Werner Reiterer | 62,76 m  |
| 2    | Nigeria        | Adewale Olukoju | 62,46 m  |
| 3    | Angleterre     | Robert Weir     | 60,86 m  |
| 4    | Afrique du Sud | Martin Swart    | 56,42 m  |
| 5    | Afrique du Sud | Frits Potgieter | 56,10 m  |
| 6    | Angleterre     | Glen Smith      | 55,84 m  |
| 7    | Canada         | Ray Lazdins     | 55,60 m  |
| 8    | Écosse         | Darrin Morris   | 54,98 m  |

| Rang | Pays             | Athlète              | Distance |
| ---- | ---------------- | -------------------- | -------- |
| 1    | Australie        | Daniela Costian      | 63,72 m  |
| 2    | Nouvelle-Zélande | Beatrice Faumuina    | 57,12 m  |
| 3    | Afrique du Sud   | Lizette Etsebeth     | 55,74 m  |
| 4    | Angleterre       | Sharon Andrews       | 55,34 m  |
| 5    | Irlande du Nord  | Jackie McKernan      | 54,86 m  |
| 6    | Australie        | Lisa-Marie Vizaniari | 53,88 m  |
| 7    | Angleterre       | Debbie Callaway      | 53,16 m  |
| 8    | Canada           | Theresa Brick        | 52,12 m  |

### Lancer du poids
| Rang | Pays             | Athlète           | Distance |
| ---- | ---------------- | ----------------- | -------- |
| 1    | Angleterre       | Matt Simson       | 19,49 m  |
| 2    | Nouvelle-Zélande | Courtney Ireland  | 19,38 m  |
| 3    | Nigeria          | Chima Ugwu        | 19,26 m  |
| 4    | Afrique du Sud   | Carel Le Roux     | 18,50 m  |
| 5    | Canada           | Scott Cappos      | 18,35 m  |
| 6    | Afrique du Sud   | Burger Lambrechts | 18,15 m  |
| 7    | Angleterre       | Nigel Spratley    | 17,96 m  |
| 8    | Australie        | John Minns        | 17,96 m  |

| Rang | Pays             | Athlète                    | Distance |
| ---- | ---------------- | -------------------------- | -------- |
| 1    | Angleterre       | Judy Oakes                 | 18,16 m  |
| 2    | Angleterre       | Myrtle Augee               | 17,64 m  |
| 3    | Australie        | Lisa-Marie Vizaniari       | 16,61 m  |
| 4    | Canada           | Georgette Reed             | 16,45 m  |
| 5    | Nouvelle-Zélande | Chris King                 | 16,27 m  |
| 6    | Angleterre       | Maggie Lynes               | 16,23 m  |
| 7    | Écosse           | Alison Grey                | 15,25 m  |
| 8    | Canada           | Shannon Kekula-Kristiansen | 14,98 m  |

### Lancer du marteau
| Rang | Pays             | Athlète               | Distance |
| ---- | ---------------- | --------------------- | -------- |
| 1    | Australie        | Sean Carlin           | 73,48 m  |
| 2    | Angleterre       | Paul Head             | 70,18 m  |
| 3    | Angleterre       | Peter Vivian          | 69,80 m  |
| 4    | Angleterre       | Mick Jones            | 68,42 m  |
| 5    | Nouvelle-Zélande | Angus Cooper          | 67,92 m  |
| 6    | Canada           | Boris Stoikos         | 65,84 m  |
| 7    | Canada           | John Stoikos          | 64,62 m  |
| 8    | Australie        | Demetri Dionisopoulos | 63,52 m  |

### 4 × 100 m
| Rang | Pays       | Athlètes                                                          | Temps   |
| ---- | ---------- | ----------------------------------------------------------------- | ------- |
| 1    | Canada     | Donovan Bailey Carlton Chambers Glenroy Gilbert Bruny Surin       | 38 s 39 |
| 2    | Australie  | Shane Naylor Tim Jackson Paul Henderson Damien Marsh              | 38 s 88 |
| 3    | Angleterre | Jason John Toby Box Philip Goedluck Terry Williams                | 39 s 39 |
| 4    | Jamaïque   | Garth Robinson John Mair Warren Johnson Michael Green             | 39 s 44 |
| 5    | Écosse     | Doug Walker Duncan Mathieson Elliot Bunney Jamie Henderson        | 39 s 56 |
| 6    | Ghana      | Christian Nsiah Nelson Boateng Salaam Gariba Eric Nkansah         | 39 s 79 |
| 7    | Gambie     | Ebrima Bojang Abdoulie Janneh Abodourahman Jallow Samuel Johnson  | 41 s 54 |
| 8    | Botswana   | Kenneth Moima Justice Dipeba Moatshe Molebatsi Jwagamang Karesaza | 41 s 55 |

| Rang | Pays       | Athlètes                                                           | Temps   |
| ---- | ---------- | ------------------------------------------------------------------ | ------- |
| 1    | Nigeria    | Faith Idehen Mary Tombiri Christy Opara-Thompson Mary Onyali       | 43 s 29 |
| 2    | Australie  | Monique Miers Cathy Freeman Melinda Gainsford-Taylor Kathy Sambell | 43 s 43 |
| 3    | Angleterre | Stephanie Douglas Geraldine McLeod Simone Jacobs Paula Dunn        | 43 s 46 |
| 4    | Jamaïque   | Dahlia Duhaney Dionne Rose Merlene Frazer Michelle Freeman         | 43 s 51 |
| 5    | Bahamas    | Dedra Davis Eldece Clarke Pauline Davis Debbie Ferguson            | 44 s 89 |
| 6    | Canada     | France Gareau Karen Clarke Simone Tomlinson Tanja Reid             | 45 s 15 |
| 7    | Ghana      | Agnes Nuamah Doris Manu Mercy Addy Noami Mills                     | 45 s 72 |

### 4 × 400 m
| Rang | Pays              | Athlètes                                                                | Performance   |
| ---- | ----------------- | ----------------------------------------------------------------------- | ------------- |
| 1    | Angleterre        | David McKenzie Peter Crampton Adrian Patrick Du'aine Ladejo             | 3 min 02 s 14 |
| 2    | Jamaïque          | Orville Taylor Dennis Blake Linval Laird Garth Robinson Roxbert Martin* | 3 min 02 s 32 |
| 3    | Trinité-et-Tobago | Patrick Delice Neil de Silva Hayden Stephen Ian Morris                  | 3 min 02 s 78 |
| 4    | Nigeria           | Omokaro Alohan Jude Monye Olapade Adeniken Sunday Bada                  | 3 min 03 s 06 |
| 5    | Australie         | Brett Callaghan Paul Greene Michael Joubert Simon Hollingsworth         | 3 min 03 s 46 |
| 6    | Afrique du Sud    | Arnaud Malherbe Hermanus de Jager Riaan Dempers Bobang Phiri            | 3 min 03 s 87 |
| 7    | Pays de Galles    | Paul Gray Peter Maitland Jamie Baulch Iwan Thomas                       | 3 min 07 s 80 |
|      | Kenya             | Abednego Matilu Joseph Gikonyo Charles Gitonga Gideon Biwott            | DSQ           |

| Rang | Pays       | Athlètes                                                       | Temps         |
| ---- | ---------- | -------------------------------------------------------------- | ------------- |
| 1    | Angleterre | Phylis Smith Tracy Goddard Linda Keough Sally Gunnell          | 3 min 27 s 06 |
| 2    | Jamaïque   | Revoli Campbell Deon Hemmings Inez Turner Sandie Richards      | 3 min 27 s 63 |
| 3    | Canada     | Alanna Yakiwchuck Stacey Bowen Donalda Duprey Charmaine Crooks | 3 min 32 s 52 |
| 4    | Ghana      | Agnes Nuamah Gifty Abankwa Hellena Wrappah Mercy Addy          | 3 min 47 s 49 |
|      | Nigeria    | Emily Odomelan Omolade Akinremi Fatima Yusuf Olabisi Afolabi   | disq.         |
|      | Australie  | Renée Poetschka Kylie Hanigan Lee Naylor Cathy Freeman         | disq.         |

### Décathlon/Heptathlon
| Rang | Pays             | Athlète       | Points   |
| ---- | ---------------- | ------------- | -------- |
| 1    | Canada           | Michael Smith | 8326 pts |
| 2    | Australie        | Peter Winter  | 8074 pts |
| 3    | Angleterre       | Simon Shirley | 7980 pts |
| 4    | Australie        | Dean Smith    | 7926 pts |
| 5    | Nouvelle-Zélande | Doug Pirini   | 7840 pts |
| 6    | Angleterre       | Rafer Joseph  | 7663 pts |
| 7    | Angleterre       | Alex Kruger   | 7640 pts |
| 8    | Écosse           | Jamie Quarry  | 7610 pts |

| Rang | Pays             | Athlète              | Points   |
| ---- | ---------------- | -------------------- | -------- |
| 1    | Angleterre       | Denise Lewis         | 6325 pts |
| 2    | Australie        | Jane Flemming        | 6317 pts |
| 3    | Canada           | Catherine Bond-Mills | 6193 pts |
| 4    | Nouvelle-Zélande | Joanne Henry         | 6121 pts |
| 5    | Angleterre       | Jenny Kelly          | 5658 pts |
| 6    | Guyana           | Najuma Fletcher      | 5611 pts |
| 7    | Canada           | Kim Vanderhoek       | 5467 pts |
| 8    | Kenya            | Caroline Kola        | 5407 pts |

## Légende
Records et Performances
- AR : Record continental (area record)
- CR : Record des championnats (championship record)
- MR : Record du meeting (meet record)
- NR : Record national (national record)
- OR : Record olympique (olympic record)
- PR : Record paralympique (paralympic record)
- PB : Record personnel (personal best)
- SB : Meilleure performance personnelle de la saison (season's best)
- WL : Meilleure performance mondiale de l'année (world leader)
- WJR : Record du monde junior (world junior record)
- WR : Record du monde (world record)

Circonstances et Conditions
- DNF : N'a pas terminé (did not finish)
- DNS : N'a pas pris le départ (did not start)
- DQ : Disqualification (disqualification)
- NM : Aucun essai valable enregistré (No Mark)
- Q : Qualifié « directement » au prochain tour (ou à la prochaine compétition), lors d'une compétition majeure, grâce au classement ou à la réalisation des minima (automatic qualifier)
- q : Qualifié au prochain tour (ou à la prochaine compétition), lors d'une compétition majeure, grâce au repêchage ou à la réalisation de l'une des meilleures performances parmi celles des « non qualifiés directement » (grâce au meilleur temps ou à la meilleure distance par exemple) (secondary qualifier)